# 川島ライフデザインセンター

川島小学校（中央）の右が川島ライフデザインセンター

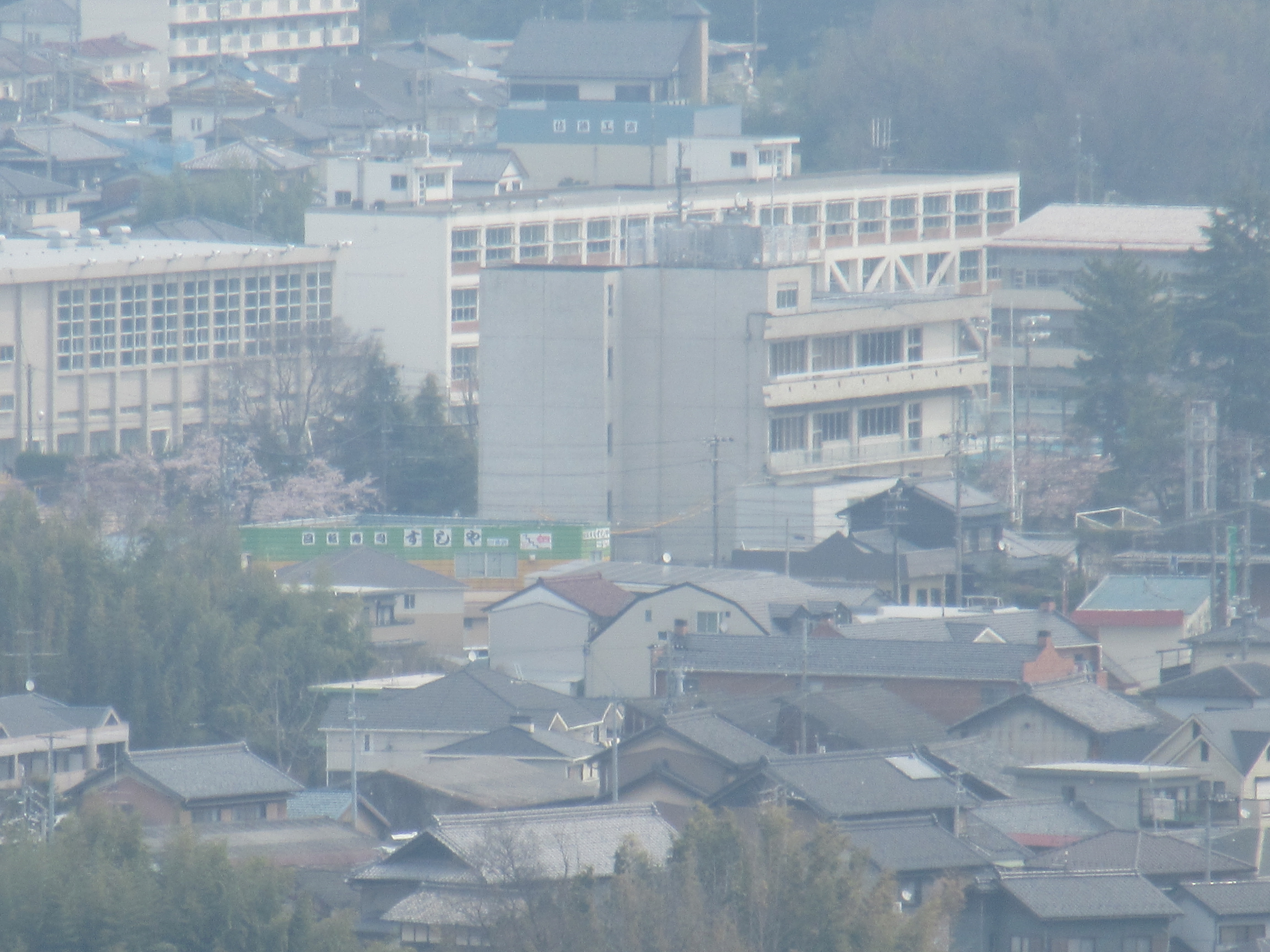
川島中学校の左が川島ライフデザインセンター

川島ライフデザインセンター（かわしまライフデザインセンター）は、岐阜県各務原市が管理・運営する文化・教養施設である。

## 概要
各務原市の公民館の一つであり、社会教育法第24条の規定に基づき設置された施設である。各務原市の条例上の名称は各務原市川島ライフデザインセンターである。
元は旧羽島郡川島町の川島町公民館である。1950年（昭和25年）に川島小学校・川島中学校講堂を兼用した川島村公民館として開館。現在の建物は1971年（昭和46年）11月に新築したものである。2004年（平成16年）に川島町が各務原市に編入された際、各務原市川島公民館に改称。2006年（平成18年）に現在の名称に変更される。
建物は鉄筋コンクリート造2階建。1階がライフデザインセンター、2階が各務原市立川島中学校の体育館となっている。

## 施設内容
1階
延床面積1,056m2
- 第1会議室
- 第2会議室
- 第1学習室　※1982年（昭和57年）までは川島町図書館（現・川島ほんの家）
- 第2学習室　※2016年（平成28年）まで各務原市川島地区の投票所として使用
- 和室
- 集会室

2階
延床面積1,303m2
- 川島中学校体育館

## 利用案内
- 所在地：各務原市川島河田町1028-1
- 利用可能時間：
  - 9:00 - 17:00　※ 日曜日[5]
  - 9:00 - 22:00　※ 日曜日以外[5]
- 休館日：月曜日、休日、年末年始（12月28日 - 1月4日）[5]

## 交通
各務原市ふれあいバス
- 川島線「川島小学校前」バス停下車、徒歩で約2分。

岐阜バス
- 笠松川島線「川島小学校前」バス停下車、徒歩で約2分。

名鉄バス
- 一宮川島線・木曽川線「川島口」バス停下車、徒歩で約8分。

## 周辺施設
- 川島市民サービスセンター
- 各務原市立川島小学校
- 各務原市立川島中学校
- 河田町公民館（川田城跡）